# أسلام أباد مزرعة شمارة يك (كتول)
أسلام أباد مزرعة شمارة یك (بالفارسية: اسلام‌آباد مزرعه شماره یک) هي قرية تقع في إيران في قسم کتول الریفي. يقدر عدد سكانها بـ 1,501 نسمة .